# NGC 3297
NGC 3297 este o galaxie lenticulară situată în constelația Hidra. A fost descoperită în 26 februarie 1886 de către Francis Leavenworth. Se află la o distanță de 85,51 de megaparseci de Pământ.